# Cycloxydim
Cycloxydim ist ein Gemisch mehrerer isomerer chemische Verbindungen aus der Gruppe der Cyclohexandione.

## Eigenschaften
Cycloxydim ist ein farbloser Feststoff, der praktisch unlöslich in Wasser ist. Er ist instabil in saurer Umgebung.

## Verwendung
Cycloxydim wird als Herbizid gegen Gräser verwendet. Die Wirkung beruht auf der Hemmung der Fettsäure-Biosynthese, genauer der Acetyl-CoA-Carboxylase (ACCase). Es ist seit 1991 als Pflanzenschutzmittel in der BRD zugelassen.
Mais gehört zu der Familie der Gräser und ist daher anfällig für Cycloxydim. Über Mutagenese hat man jedoch Cycloxydim-toleranten Mais entwickelt. Das Herbizid wird außerdem im Raps-, Rüben-, Kartoffel-, Feldsalat-, Zierpflanzen- und Ackerbohnen-Anbau verwendet.

## Zulassung
In den Staaten der Europäischen Union kann Cycloxydim seit 1. Juni 2011 für Anwendungen als Herbizid zugelassen werden. Die Zulassung wurde 2023 verlängert und läuft am 31. August 2026  aus, sofern keine Neuzulassung erteilt wird.
In Deutschland, Österreich und der Schweiz sind Pflanzenschutzmittel (z. B. Focus, Focus Plus und Focus Ultra) mit diesem Wirkstoff zugelassen.